# Rhinerrhiza divitiflora
Rhinerrhiza divitiflora är en orkidéart som först beskrevs av Ferdinand von Mueller och George Bentham, och fick sitt nu gällande namn av Herman Montague Rucker Rupp. Rhinerrhiza divitiflora ingår i släktet Rhinerrhiza och familjen orkidéer. Inga underarter finns listade i Catalogue of Life.